# Когут, Адольф
Адольф Когут (нем. Adolf Kohut; 1848—1917) — немецкий писатель.
Получив в Йене степень доктора философии, редактировал затем в Бреславле, Дюссельдорфе, Берлине и Дрездене различные газеты.

## Труды
Заслуживают внимания его историко-литературные труды:
- «Herder u. die Humanitätsbestrebungen» (1870),
- «Humboldt und das Judenthum» (1871),
- «Drei Dichterheroen u. das Pfaffentum» (1872),
- «Moderne Geistesheroen» (3 изд. 1887),
- «Moses Mendelssohn» (2 изд. 1887),
- «Ludvig Uhland» (1887),
- «Heinrich Heine und die Frauen» (1888),
- «Bismark u. die Litteratur» (1889),
- «Ferd. Lassalle» (1889),
- «Th. Körner» (1891).

Его перу принадлежит ряд биографий: Вебера, Мейербера, Обера, Россини и др.
Большой пользовались пользуются его юмористические произведения:
- «Naturgeschichte der Berlinerin» (7-е изд. 1887),
- «Lustige Geschichten aus dem Tokayerlande» (2 изд. 1886),
- «Heitere Fahrten»,
- «Das Buch von der Schwiegermutter» и др.